# Dobrého člověka těžko najdeš
Dobrého člověka těžko najdeš (v anglickém originále A Good Man Is Hard to Find) je sbírka povídek americké prozaičky Flannery O'Connorové. Sbírka vyšla v originále v roce 1955 a obsahuje celkem deset autorčiných kratších próz, které časopisecky vyšly v letech 1953-5.

## Obsah
Sbírka obsahuje tyto povídky:
- Dobrého člověka těžko najdeš (A Good Man Is Hard to Find)
- Řeka (The River)
- Možná zachráníš sám sebe (The Life You Save May Be Your Own)
- Jak Ruby natrefila na štěstí (A Stroke of Good Fortune)
- Chrám Svatého ducha (A Temple of the Holy Ghost)
- Umělý negr (The Artificial Nigger)
- Kruh v ohni (A Circle in the Fire)
- Pozdní utkání s nepřítelem (A Late Encounter with the Enemy)
- Řádní venkované (Good Country People)
- Bezdomovec (The Displaced Person)

## Česká vydání
- Dobrého člověka těžko najdeš a jiné povídky, Odeon, Praha 1988, přeložil František Vrba (neúplné vydání)
- Dobrého člověka těžko najdeš, Argo, Praha 2010, přeložili Marcel Arbeit, Karel F. V. Salaquarda, František Vrba, Tomáš Vrba.

## Recenze v českých médiích
- ULMANOVÁ, Hana. Ježíš a odpad světa. Respekt. 2010-06-06, čís. 23. Dostupné online.
- Horák, Ondřej: Krása úpadku, Hospodářské noviny, 14.7.2010.
- Mandys, Pavel: Zabedněnost plodí zlo, iLiteratura.cz, 17.8.2010.
- Janušová, Taťána: Past jednoduchého jazyka, Literární noviny, 6.9.2010.
- Ehrenberger, Jakub: Flannery O‘Connorová: Dobrého člověka těžko najdeš, Literární.cz, 7.12.2011.